# The Career of Waterloo Peterson
The Career of Waterloo Peterson è un cortometraggio muto del 1914 diretto da Phillips Smalley e da Lois Weber.

## Produzione
Il film fu prodotto dalla Rex Motion Picture Company.

## Distribuzione
Distribuito dalla Universal Film Manufacturing Company, il film - un cortometraggio di 150 metri - uscì nelle sale cinematografiche statunitensi il 10 maggio 1914. Nelle proiezioni, veniva programmato con il sistema dello split reel, accorpato in un'unica bobina con un altro cortometraggio prodotto dalla Selig, il documentario Fashionable Dances.